# Neoterpes
Neoterpes là một chi bướm đêm thuộc họ Geometridae.